# Jin Jiang Action Park
Jin Jiang Action Park (chinois simplifié : 锦江 乐园 ; chinois traditionnel : 锦江 乐园 ; Hanyu pinyin : Jǐnjiāng Leyuan) est un grand parc d'attractions situé au no 201 route de Hongmei, District de Xuhui, à Shanghai en Chine. Anciennement nommé Jin Jiang Amusement Park jusqu'en 2008, son ouverture a lieu en 1984. Il est affilié au Groupe Jinjiang.
Jin Jiang Action Park accueille la Shanghai Ferris Wheel, une grande roue de 108 mètres (354 ft) de haut. Elle présente un diamètre de 98 mètres (322 ft) et la durée d'une rotation complète est d'une vingtaine de minutes,.

## Montagnes russes
| Nom                | Type                       | Constructeur                                  | Année |
| ------------------ | -------------------------- | --------------------------------------------- | ----- |
| Karst Cave Coaster | Montagnes russes E-Powered | Zamperla                                      | 2005  |
| Moto Coaster       | Montagnes russes de motos  | Zamperla                                      | 2009  |
| Mountain Peak      | Giant Inverted Boomerang   | Vekoma                                        | 2011  |
| Roller Coaster     | Métal / Navette            | Meisho Amusement Machines Senyo Kogyo Co. Ltd | 1984  |
| Spinning Coaster   | Wild Mouse Tournoyante     | Golden Horse                                  | 2004  |

## Autres attractions

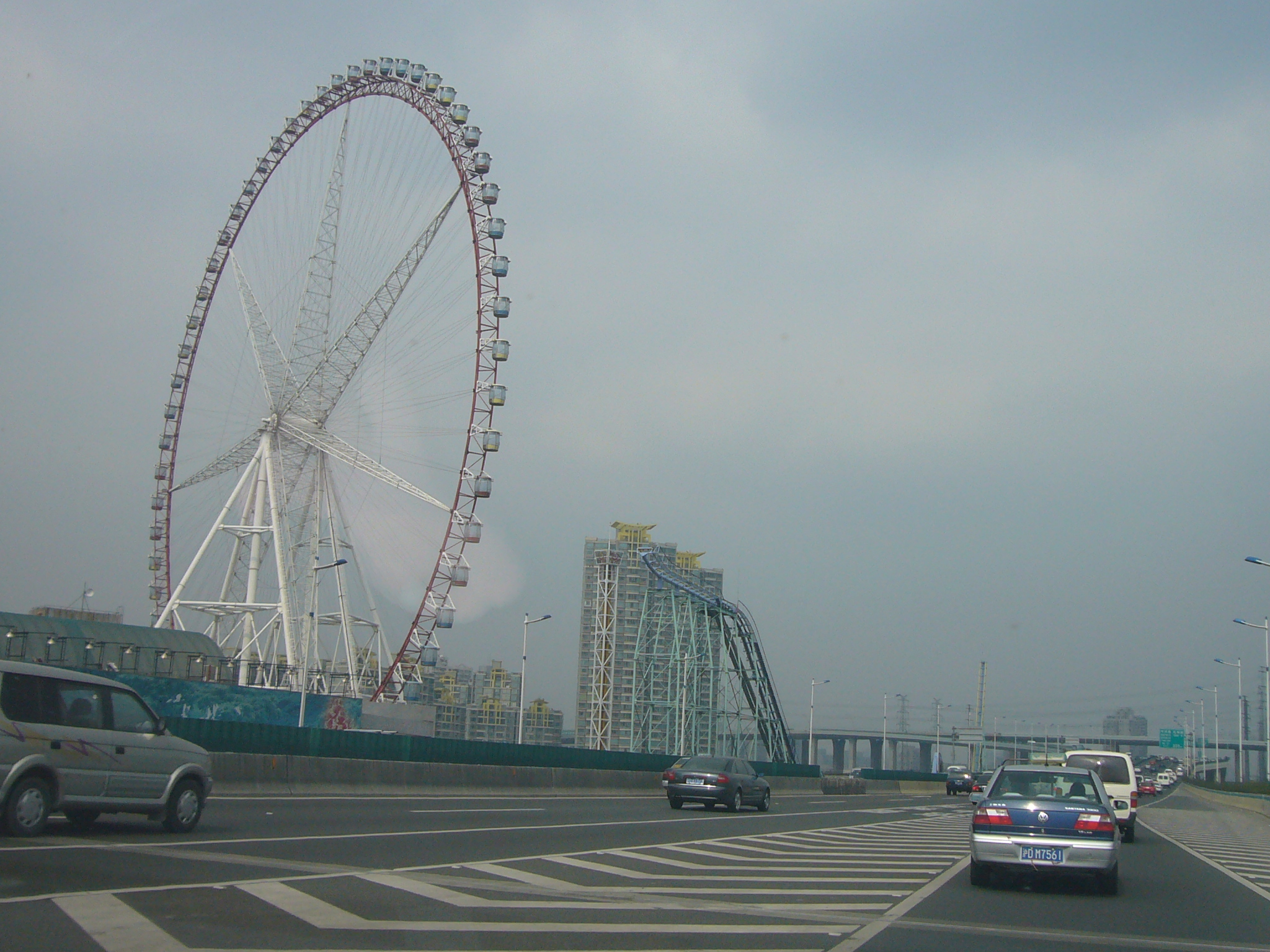
Shanghai Ferris Wheel

- Airship Round the World : manège Looping Ride
- Canyon Raft Ride : rivière rapide en bouées de Swiss Rides
- Crazy Flywheel : Frisbee de Zamperla
- Joy Land : Barque scénique
- Moto Disco : Disk'O de Zamperla
- Ride Film : Cinéma 4-D
- Shanghai Ferris Wheel : Grande roue
- Space Shot : Space Shot